# هوغو فون بول
هوغو فون بول (بالألمانية: Hugo von Pohl)‏ هو ضابط بالبحرية الألمانية ‏ ألماني، ولد في 25 أغسطس 1855 في فروتسواف في بولندا، وتوفي في 23 فبراير 1916 في برلين في ألمانيا بسبب سرطان الكبد.